# Drymiopsis

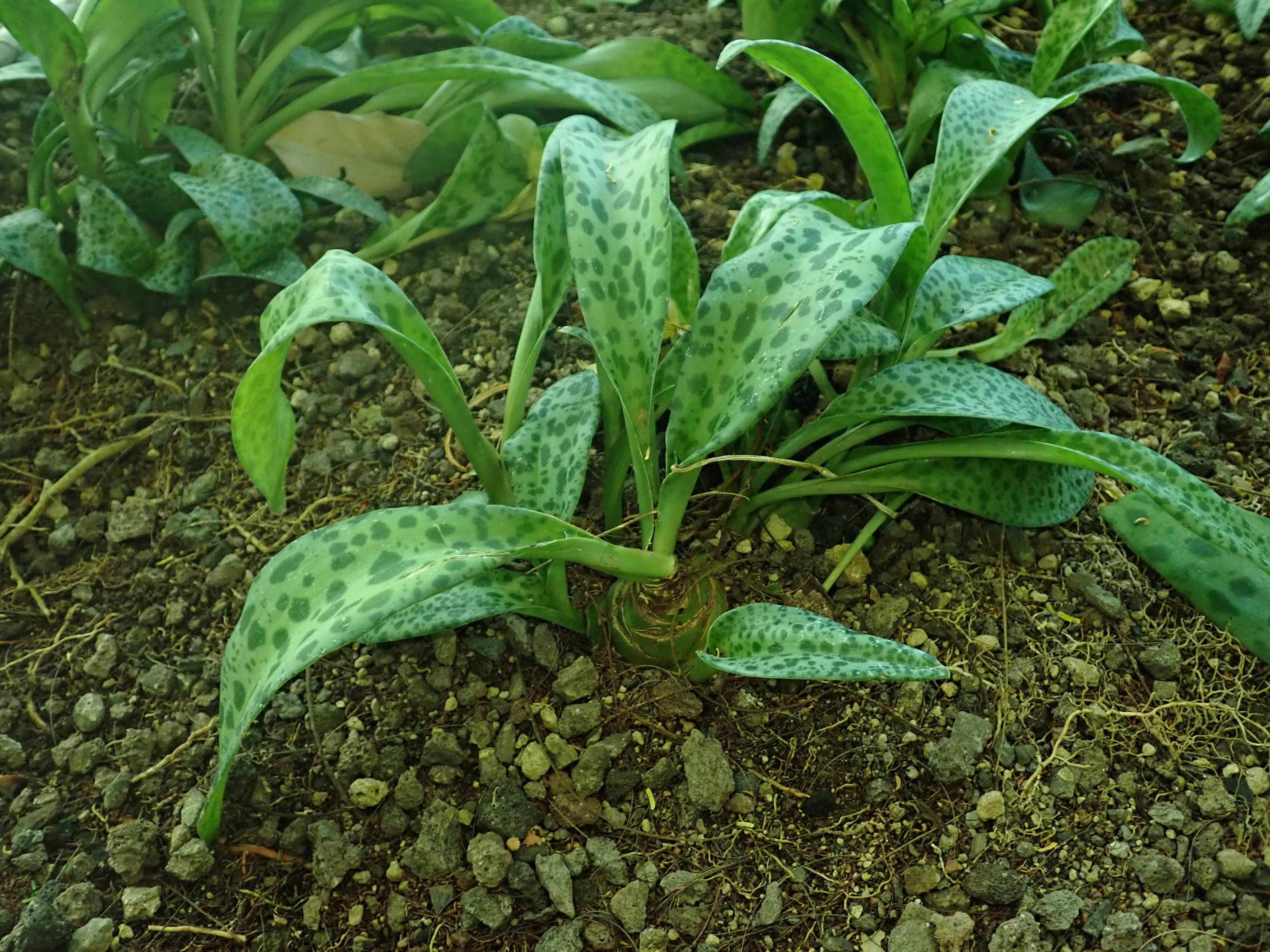
Liście D. botryoides

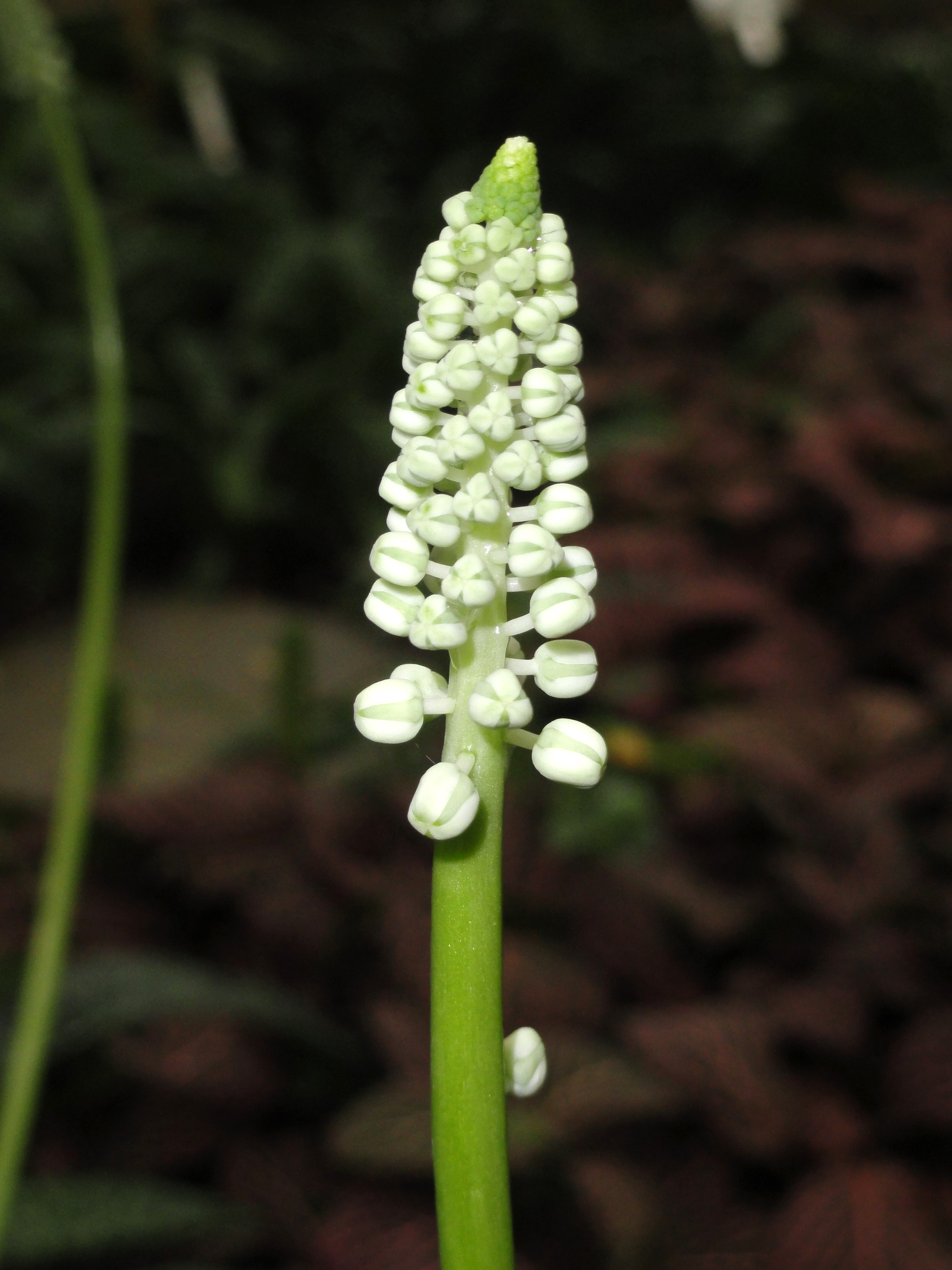
Kwiatostan D. kirkii

Drymiopsis (Drimiopsis Lindl. & Paxton) – rodzaj roślin z rodziny szparagowatych. Obejmuje 14 gatunków występujących w tropikalnej i południowej Afryce. Gatunek D. maculata został introdukowany na Wyspy Kanaryjskie.
Nazwa naukowa rodzaju oznacza „podobny do Drimia”.

## Morfologia
PokrójWieloletnie rośliny zielne.
PędCebula z papierzastą okrywą.
LiścieLiście odziomkowe, niekiedy nibyogonkowe, nagie, niekiedy z plamami lub pasmami w różnych odcieniach zieleni, równowąsko-lancetowate do jajowatych i sercowatych.
KwiatyZebrane w grono lub kłos, wyrastający na wzniesionym głąbiku. Szypułki bardzo krótkie lub nieobecne. Listki okwiatu wznoszące się, kapturkowato zakończone, białe, zielone, różowe lub fioletowe, niekiedy z fioletowymi lub brązowymi podłużnymi pasmami. Nitki pręcików nadległe listkom okwiatu, wolne lub u nasady. Zalążnia siedząca, kulistawa do podługowatej, trójkomorowa, z 1-2 zalążkami w każdej komorze. Szyjka słupka smukła, długości zalążni.
OwoceKulistawe torebki. Nasiona czarne, lśniące, kulistawe.

## Systematyka
Pozycja systematycznaRodzaj z podplemienia Massoniinae, plemienia Hyacintheae, podrodziny Scilloideae z rodziny szparagowatych Asparagaceae. W niektórych ujęciach uznawany za synonim rodzaju Ledebouria.
Wykaz gatunków
- Drimiopsis atropurpurea N.E.Br.
- Drimiopsis barteri Baker
- Drimiopsis botryoides Baker
- Drimiopsis burkei Baker
- Drimiopsis comptonii U.Müll.-Doblies & D.Müll.-Doblies
- Drimiopsis davidsoniae U.Müll.-Doblies & D.Müll.-Doblies
- Drimiopsis fischeri (Engl.) Stedje
- Drimiopsis linioseta Hankey & Lebatha
- Drimiopsis maculata Lindl. & Paxton – drymiopsis plamisty[5]
- Drimiopsis pusilla U.Müll.-Doblies & D.Müll.-Doblies
- Drimiopsis reilleyana U.Müll.-Doblies & D.Müll.-Doblies
- Drimiopsis rosea A.Chev.
- Drimiopsis seretii Wild.
- Drimiopsis spicata (Baker) Sebsebe & Stedje

## Zastosowanie
Rośliny leczniczeZulusi stosują ciepłe napary z cebul D. maculata w formie lewatywy na bóle brzucha u dzieci. W celu złagodzenia zaparć siekane cebulki dodawane są też dzieciom do posiłku. Rośliny z tego gatunku zawierają ksantony typu drimiopsyny, flawanony i polifenole. W cebulach i liściach D. barteri obecne są alkaloidy: benzopirany i izokinoliny oraz ksantony i flawanony.